# Потапова, Анна Сергеевна
Анна Сергеевна Потапова (род. 10 апреля 1989, Усть-Каменогорск, Казахская ССР, СССР) — российская актриса театра и кино, режиссёр танцевального видео, продюсер.

## Биография
Анна Потапова родилась в Казахстане в городе Усть-Каменогорск. С 10 лет занималась в школе моделей «Флер», в этом же время начала танцевать в шоу-группе «Тандем». В 2004 стала финалисткой конкурса красоты «Miss Tourism Kazakhstan», в 2005 году финалистка «Мисс Фотомодель Казахстан». В 2007 году стала главной героиней первого русского сериала производства Disney «Приколы на Переменке».
В 2009 году окончила Новосибирский государственный театральный институт, курс В. В. Байтенгер.
В 2010 году сняла собственный короткометражный фильм «Lola», который был показан на шести международных кинофестивалях. Фильм взял главный приз в номинации «Лучший иностранный танцевальный фильм» на кинофестивале в Техасе. Второй фильм Анны «Lebedi» (англ. The Swans) был включён в программу австралийского фестиваля танцевального кино Dance on Screen-2012. Третий фильм «ATTRACTION» был показан на фестивалях в Гонконге (Jumping Frames International Dance Video Festival 2013) и Японии. В 2013 году Анна открыла собственный фэшн-медиапортал. В том же году Анна озвучила 20-й сезон шоу Тайры Бэнкс «Топ-модель по-американски» и шоу Наоми Кэмпбелл «The Face».

## Актерская фильмография
- 2014 — «Перевозчик», роль Вика, реж. С. Полянский»
- 2013 — «Домработницы», гл. роль (в серии) Вероника, реж. Г. Закарян, В. Сторожева
- 2012 —  «Три звезды», роль медсестра, реж. М. Юзовский
- 2012 —  «Лорд», роль актриса Марина, реж. А.Грабарь
- 2012 — «Территория Джа», роль корреспондент Аня, реж. А. Пантелеев
- 2012 — «Одинокий волк», роль Лика Климова, реж. Александр Кулямин, Григорий Любомиров
- 2011 — «Страна 03», роль Секретарь Конева, реж. М. Юзовский
- 2011 — «Дело следователя Никитина», роль Переводчица, реж. В.Усков, В.Краснопольский
- 2011 — «Счастливы вместе», роль Оксана, реж. Ованес Петян
- 2011 — «Бигль», роль Настя, реж. Д. Брусникин
- 2011 — «Светофор» , роль Вероника, реж. Р.Фокин
- 2011 — «Следственный комитет», роль дочь Фахлисламовой, реж. Ю.Попович
- 2011 — «Пыльная работа» , роль Катя Тропинина, реж. А. Захаренков
- 2011 — «Супруги» , роль Галя Тихомирова, реж. И.Щеголев
- 2011 — «Одинокий волк» , роль Кошка Лика, реж. А.Кулямин, Г.Любомиров
- 2011 — «Пятницкий», гл.роль (в серии) Ксюша, реж. М.Юзовский
- 2007 — «Приколы на Переменке» , гл. роль Ксюша (сериал производство Дисней), реж. В. Рудниченко

### Танцевальные фильмы
- 2010  — «LOLA» короткометражный танцевальный фильм; режиссёр, актриса
- 2011  — «LEDEDI» короткометражный танцевальный фильм; режиссёр
- 2012 —  «ATTRACTION» короткометражный танцевальный фильм; режиссёр

### Продюсерские проекты
- 2013 — «TheMasha.ru» , Fashion Media Portal; редактор, продюсер промороликов и программ
- 2013 — «Ray Just Energy» , продюсер промороликов

### Озвучивание
- 2014 — «The Face Us», 2 сезон
- 2013 — «The Face Uk», 1 сезон
- 2013 — «Топ-модель по-американски», 20 сезон
- 2013 — «The Face Us», 1 сезон

### Клипы
- 2014 — DaKi «Кофе в постель» ; актриса, продюсер
- 2012 — Дискотека Авария и Кристина Орбакайте «Прогноз погоды», актриса
- 2007 — Женя Отрадная «Уходи, дверь закрой», актриса

### Реклама
- 2014 — Romwe 1 , 2  актриса, продюсер
- 2013 — Slap on Watch , актриса, режиссёр
- 2012 — Kaspersky Crystal, актриса
- 2010 — Sprite , победители жары, актриса
- 2010 — Каша Быстров , актриса

## Награды и фестивали
- Dancefilm Festival Belgium - MahaWorks (фильм LOLA, конкурсная программа)
- Dance for the Camera Festival - Department of Modern Dance  (фильм LOLA, конкурсная программа)[6]
- Short Film Festival (фильм LOLA, конкурсная программа)
- Third Coast Dance Film Festival (фильм LOLA, гран при)
- Dance on Screen (фильм LEBEDI, золотая коллекция фильмов Сиднея)
- Jumping Frames International Dance Video Festival 2013 (фильм ATTRACTION, конкурсная программа)
- Кинофестиваль «Встречи на Вятке» 2013 (фильм ATTRACTION, приз Серебряная лада)